# 下山源平
下山 源平（しもやま げんぺい、1888年（明治21年）5月18日 - 1941年（昭和16年）5月6日）は、大日本帝国陸軍軍人。最終階級は陸軍少将。

## 経歴
1888年（明治21年）に静岡県で生まれた。陸軍士官学校第22期、陸軍大学校第32期卒業。1935年（昭和10年）に陸軍歩兵大佐に進級と同時に第1師団司令部附となり、立正大学に配属された。1937年（昭和12年）に宇都宮連隊区司令官に転じた。
1939年（昭和14年）3月9日に陸軍少将に進級し、鎮海湾要塞司令官に就任した。同年12月1日に朝鮮軍司令部附となり、1940年（昭和15年）3月9日に待命、3月30日に予備役に編入された。